# Sibiu Cycling Tour 2018
La Sibiu Cycling Tour 2018, 8a edició de la Sibiu Cycling Tour, es disputà entre el 4 i el 8 de juliol de 2018 sobre un recorregut de 441,2 km repartits entre un pròleg inicial i quatre etapes, amb inici i final a Sibiu. La cursa formava part del calendari de l'UCI Europa Tour 2018, amb una categoria 2.1.
El vencedor final fou el colombià Iván Sosa (Androni Giocattoli), que s'imposà per davant dels russos del Gazprom-RusVelo Alexey Rybalkin i Aleksandr Vlàssov.

## Equips
L'organització convidà a prendre part en la cursa a tres equips continentals professionals, catorze equips continentals i dues seleccions nacionals:
| Equips continentals professionals (3)- Androni Giocattoli-Sidermec - CCC Sprandi Polkowice - Gazprom-RusVelo Equips continentals (14)- Akros-Renfer - Amore & Vita-Prodir - Bike Aid - D'Amico-Utensilnord - Delta Cycling Rotterdam - Dukla Banská Bystrica - Elkov-Author - Illuminate - Inteja Dominican Cycling Team - Massi-Kuwait Team - Monkey Town Continental - MsTina-Focus - Sangemini-MG.Kvis - Team Novak Equips nacionals (2)- Romania - Moldàvia |
| |

## Etapes
| Etapa      | Data     | Ciutats d'etapa    | type                      | Distància (km) | Vencedor de l'etapa     | Líder de la general     |
| ---------- | -------- | ------------------ | ------------------------- | -------------- | ----------------------- | ----------------------- |
| Pròleg     | 5 de jul | Sibiu – Sibiu      | contrarellotge individual | 2,2            | Davide Ballerini        | Davide Ballerini        |
| 1a etapa   | 6 de jul | Sibiu – Llac Bâlea | etapa de mitja muntanya   | 91,2           | Iván Ramiro Sosa Cuervo | Iván Ramiro Sosa Cuervo |
| 2a etapa   | 7 de jul | Sibiu – Păltiniș   | etapa de muntanya         | 185,4          |                         | Iván Ramiro Sosa Cuervo |
| 3a A etapa | 8 de jul | Cisnădie – Sibiu   | contrarellotge per equips | 9,6            | CCC Sprandi Polkowice   | Iván Ramiro Sosa Cuervo |
| 3a B etapa | 8 de jul | Sibiu – Sibiu      | etapa plana               | 152,8          | Jason van Dalen         | Iván Ramiro Sosa Cuervo |

### Pròleg
| \| Classificació de l'etapa \| Classificació de l'etapa \| Classificació de l'etapa \| Classificació de l'etapa \| Classificació de l'etapa \| \| Corredor \| Corredor \| Equip \| Temps \| \| \| ------------------------ \| ------------------------ \| --------------------------- \| ------------------------ \| ------------------------ \| \| 1r \| Davide Ballerini \| Androni Giocattoli-Sidermec \| 2' 59" \| \| \| 2n \| Riccardo Stacchiotti \| MSTina-Focus \| + 2" \| \| \| 3r \| Ivar Slik \| Monkey Town Continental \| + 3" \| \| \| 4t \| Jason van Dalen \| Delta Cycling Rotterdam \| + 3" \| \| \| 5è \| Andrea Vendrame \| Androni Giocattoli-Sidermec \| + 3" \| \| \| 6è \| Adrian Kurek \| CCC Sprandi Polkowice \| + 4" \| \| \| 7è \| Martin Laas \| Illuminate \| + 4" \| \| \| 8è \| Nicolas Marini \| MSTina-Focus \| + 5" \| \| \| 9è \| Eduard-Michael Grosu \| Romania \| + 5" \| \| \| 10è \| Wim Kleiman \| Monkey Town Continental \| + 5" \| \| |                      |                             |        |
| |                      |                             |        |
| Font: ProCyclingStats |                      |                             |        |
| Classificació de l'etapa |                      |                             |        |
| Corredor | Corredor             | Equip                       | Temps  |
| 1r | Davide Ballerini     | Androni Giocattoli-Sidermec | 2' 59" |
| 2n | Riccardo Stacchiotti | MSTina-Focus                | + 2"   |
| 3r | Ivar Slik            | Monkey Town Continental     | + 3"   |
| 4t | Jason van Dalen      | Delta Cycling Rotterdam     | + 3"   |
| 5è | Andrea Vendrame      | Androni Giocattoli-Sidermec | + 3"   |
| 6è | Adrian Kurek         | CCC Sprandi Polkowice       | + 4"   |
| 7è | Martin Laas          | Illuminate                  | + 4"   |
| 8è | Nicolas Marini       | MSTina-Focus                | + 5"   |
| 9è | Eduard-Michael Grosu | Romania                     | + 5"   |
| 10è | Wim Kleiman          | Monkey Town Continental     | + 5"   |

| \| Classificació general \| Classificació general \| Classificació general \| Classificació general \| Classificació general \| \| Corredor \| Corredor \| Equip \| Temps \| \| \| --------------------- \| --------------------- \| --------------------------- \| --------------------- \| --------------------- \| \| 1r \| Davide Ballerini \| Androni Giocattoli-Sidermec \| 2' 59" \| \| \| 2n \| Riccardo Stacchiotti \| MSTina-Focus \| + 2" \| \| \| 3r \| Ivar Slik \| Monkey Town Continental \| + 3" \| \| \| 4t \| Jason van Dalen \| Delta Cycling Rotterdam \| + 3" \| \| \| 5è \| Andrea Vendrame \| Androni Giocattoli-Sidermec \| + 3" \| \| \| 6è \| Adrian Kurek \| CCC Sprandi Polkowice \| + 4" \| \| \| 7è \| Martin Laas \| Illuminate \| + 4" \| \| \| 8è \| Nicolas Marini \| MSTina-Focus \| + 5" \| \| \| 9è \| Eduard-Michael Grosu \| Romania \| + 5" \| \| \| 10è \| Wim Kleiman \| Monkey Town Continental \| + 5" \| \| |                      |                             |        |
| |                      |                             |        |
| Font: ProCyclingStats |                      |                             |        |
| Classificació general |                      |                             |        |
| Corredor | Corredor             | Equip                       | Temps  |
| 1r | Davide Ballerini     | Androni Giocattoli-Sidermec | 2' 59" |
| 2n | Riccardo Stacchiotti | MSTina-Focus                | + 2"   |
| 3r | Ivar Slik            | Monkey Town Continental     | + 3"   |
| 4t | Jason van Dalen      | Delta Cycling Rotterdam     | + 3"   |
| 5è | Andrea Vendrame      | Androni Giocattoli-Sidermec | + 3"   |
| 6è | Adrian Kurek         | CCC Sprandi Polkowice       | + 4"   |
| 7è | Martin Laas          | Illuminate                  | + 4"   |
| 8è | Nicolas Marini       | MSTina-Focus                | + 5"   |
| 9è | Eduard-Michael Grosu | Romania                     | + 5"   |
| 10è | Wim Kleiman          | Monkey Town Continental     | + 5"   |

### 1a etapa
| \| Classificació de l'etapa \| Classificació de l'etapa \| Classificació de l'etapa \| Classificació de l'etapa \| Classificació de l'etapa \| \| Corredor \| Corredor \| Equip \| Temps \| \| \| ------------------------ \| ------------------------ \| --------------------------- \| ------------------------ \| ------------------------ \| \| 1r \| Iván Ramiro Sosa Cuervo \| Androni Giocattoli-Sidermec \| 2h 34' 11" \| \| \| 2n \| Aleksei Ribalkin \| Gazprom-RusVelo \| + 38" \| \| \| 3r \| Antonio Santoro \| Monkey Town Continental \| + 55" \| \| \| 4t \| Aleksandr Vlàssov \| Gazprom-RusVelo \| + 56" \| \| \| 5è \| Amaro Antunes \| CCC Sprandi Polkowice \| + 56" \| \| \| 6è \| Maxim Rusnac \| Moldàvia \| + 1' 39" \| \| \| 7è \| Michele Gazzara \| Sangemini-MG.Kvis-Vega \| + 1' 39" \| \| \| 8è \| Ivan Martinelli \| D'Amico-Utensilnord \| + 1' 41" \| \| \| 9è \| Nicola Gaffurini \| Sangemini-MG.Kvis-Vega \| + 1' 52" \| \| \| 10è \| Colin Stüssi \| Amore & Vita-Prodir \| + 2' 01" \| \| |                         |                             |            |
| |                         |                             |            |
| Font: ProCyclingStats |                         |                             |            |
| Classificació de l'etapa |                         |                             |            |
| Corredor | Corredor                | Equip                       | Temps      |
| 1r | Iván Ramiro Sosa Cuervo | Androni Giocattoli-Sidermec | 2h 34' 11" |
| 2n | Aleksei Ribalkin        | Gazprom-RusVelo             | + 38"      |
| 3r | Antonio Santoro         | Monkey Town Continental     | + 55"      |
| 4t | Aleksandr Vlàssov       | Gazprom-RusVelo             | + 56"      |
| 5è | Amaro Antunes           | CCC Sprandi Polkowice       | + 56"      |
| 6è | Maxim Rusnac            | Moldàvia                    | + 1' 39"   |
| 7è | Michele Gazzara         | Sangemini-MG.Kvis-Vega      | + 1' 39"   |
| 8è | Ivan Martinelli         | D'Amico-Utensilnord         | + 1' 41"   |
| 9è | Nicola Gaffurini        | Sangemini-MG.Kvis-Vega      | + 1' 52"   |
| 10è | Colin Stüssi            | Amore & Vita-Prodir         | + 2' 01"   |

| \| Classificació general \| Classificació general \| Classificació general \| Classificació general \| Classificació general \| \| Corredor \| Corredor \| Equip \| Temps \| \| \| --------------------- \| ----------------------- \| --------------------------- \| --------------------- \| --------------------- \| \| 1r \| Iván Ramiro Sosa Cuervo \| Androni Giocattoli-Sidermec \| 2h 37' 24" \| \| \| 2n \| Aleksei Ribalkin \| Gazprom-RusVelo \| + 45" \| \| \| 3r \| Antonio Santoro \| Monkey Town Continental \| + 58" \| \| \| 4t \| Aleksandr Vlàssov \| Gazprom-RusVelo \| + 1' 01" \| \| \| 5è \| Amaro Antunes \| CCC Sprandi Polkowice \| + 1' 12" \| \| \| 6è \| Maxim Rusnac \| Moldàvia \| + 1' 38" \| \| \| 7è \| Michele Gazzara \| Sangemini-MG.Kvis-Vega \| + 1' 40" \| \| \| 8è \| Ivan Martinelli \| D'Amico-Utensilnord \| + 1' 51" \| \| \| 9è \| Colin Stüssi \| Amore & Vita-Prodir \| + 2' 01" \| \| \| 10è \| Nicola Gaffurini \| Sangemini-MG.Kvis-Vega \| + 2' 06" \| \| |                         |                             |            |
| |                         |                             |            |
| Font: ProCyclingStats |                         |                             |            |
| Classificació general |                         |                             |            |
| Corredor | Corredor                | Equip                       | Temps      |
| 1r | Iván Ramiro Sosa Cuervo | Androni Giocattoli-Sidermec | 2h 37' 24" |
| 2n | Aleksei Ribalkin        | Gazprom-RusVelo             | + 45"      |
| 3r | Antonio Santoro         | Monkey Town Continental     | + 58"      |
| 4t | Aleksandr Vlàssov       | Gazprom-RusVelo             | + 1' 01"   |
| 5è | Amaro Antunes           | CCC Sprandi Polkowice       | + 1' 12"   |
| 6è | Maxim Rusnac            | Moldàvia                    | + 1' 38"   |
| 7è | Michele Gazzara         | Sangemini-MG.Kvis-Vega      | + 1' 40"   |
| 8è | Ivan Martinelli         | D'Amico-Utensilnord         | + 1' 51"   |
| 9è | Colin Stüssi            | Amore & Vita-Prodir         | + 2' 01"   |
| 10è | Nicola Gaffurini        | Sangemini-MG.Kvis-Vega      | + 2' 06"   |

### 2a etapa
L'etapa fou anul·lada per culpa de les condicions meteorològiques.

### 3a etapa A
| \| Classificació de l'etapa \| Classificació de l'etapa \| Classificació de l'etapa \| Classificació de l'etapa \| Classificació de l'etapa \| Classificació de l'etapa \| \| Equip \| Equip \| Temps \| Diferència de temps \| Velocitat \| \| \| ------------------------ \| --------------------------- \| ------------------------ \| ------------------------ \| ------------------------ \| ------------------------ \| \| 1r \| CCC Sprandi Polkowice \| 11' 26" \| 0" \| 50.379 km/h \| \| \| 2n \| Gazprom-RusVelo \| 11' 35" \| + 9" \| 49.727 km/h \| \| \| 3r \| Elkov-Author \| 11' 37" \| + 11" \| 49.584 km/h \| \| \| 4t \| Androni Giocattoli-Sidermec \| 11' 40" \| + 14" \| 49.371 km/h \| \| \| 5è \| Akros-Renfer \| 11' 51" \| + 25" \| 48.608 km/h \| \| \| 6è \| Delta Cycling Rotterdam \| 11' 52" \| + 26" \| 48.539 km/h \| \| \| 7è \| Monkey Town Continental \| 11' 56" \| + 30" \| 48.268 km/h \| \| \| 8è \| Sangemini-MG.Kvis \| 12' 01" \| + 35" \| 47.933 km/h \| \| \| 9è \| D'Amico-Utensilnord \| 12' 08" \| + 42" \| 47.473 km/h \| \| \| 10è \| Dukla Banská Bystrica \| 12' 23" \| + 57" \| 46.514 km/h \| \| |                             |         |                     |             |
| |                             |         |                     |             |
| Font: ProCyclingStats |                             |         |                     |             |
| Classificació de l'etapa |                             |         |                     |             |
| Equip | Equip                       | Temps   | Diferència de temps | Velocitat   |
| 1r | CCC Sprandi Polkowice       | 11' 26" | 0"                  | 50.379 km/h |
| 2n | Gazprom-RusVelo             | 11' 35" | + 9"                | 49.727 km/h |
| 3r | Elkov-Author                | 11' 37" | + 11"               | 49.584 km/h |
| 4t | Androni Giocattoli-Sidermec | 11' 40" | + 14"               | 49.371 km/h |
| 5è | Akros-Renfer                | 11' 51" | + 25"               | 48.608 km/h |
| 6è | Delta Cycling Rotterdam     | 11' 52" | + 26"               | 48.539 km/h |
| 7è | Monkey Town Continental     | 11' 56" | + 30"               | 48.268 km/h |
| 8è | Sangemini-MG.Kvis           | 12' 01" | + 35"               | 47.933 km/h |
| 9è | D'Amico-Utensilnord         | 12' 08" | + 42"               | 47.473 km/h |
| 10è | Dukla Banská Bystrica       | 12' 23" | + 57"               | 46.514 km/h |

| \| Classificació general \| Classificació general \| Classificació general \| Classificació general \| Classificació general \| \| Corredor \| Corredor \| Equip \| Temps \| \| \| --------------------- \| ----------------------- \| --------------------------- \| --------------------- \| --------------------- \| \| 1r \| Iván Ramiro Sosa Cuervo \| Androni Giocattoli-Sidermec \| 2h 52' 17" \| \| \| 2n \| Aleksei Ribalkin \| Gazprom-RusVelo \| + 47" \| \| \| 3r \| Aleksandr Vlàssov \| Gazprom-RusVelo \| + 1' 01" \| \| \| 4t \| Amaro Antunes \| CCC Sprandi Polkowice \| + 1' 14" \| \| \| 5è \| Antonio Santoro \| Monkey Town Continental \| + 1' 17" \| \| \| 6è \| Michele Gazzara \| Sangemini-MG.Kvis-Vega \| + 2' 02" \| \| \| 7è \| Jan Bárta \| Elkov-Author \| + 2' 09" \| \| \| 8è \| Alessandro Bisolti \| Androni Giocattoli-Sidermec \| + 2' 24" \| \| \| 9è \| Ivan Martinelli \| D'Amico-Utensilnord \| + 2' 29" \| \| \| 10è \| Nicola Gaffurini \| Sangemini-MG.Kvis-Vega \| + 2' 41" \| \| |                         |                             |            |
| |                         |                             |            |
| Font: ProCyclingStats |                         |                             |            |
| Classificació general |                         |                             |            |
| Corredor | Corredor                | Equip                       | Temps      |
| 1r | Iván Ramiro Sosa Cuervo | Androni Giocattoli-Sidermec | 2h 52' 17" |
| 2n | Aleksei Ribalkin        | Gazprom-RusVelo             | + 47"      |
| 3r | Aleksandr Vlàssov       | Gazprom-RusVelo             | + 1' 01"   |
| 4t | Amaro Antunes           | CCC Sprandi Polkowice       | + 1' 14"   |
| 5è | Antonio Santoro         | Monkey Town Continental     | + 1' 17"   |
| 6è | Michele Gazzara         | Sangemini-MG.Kvis-Vega      | + 2' 02"   |
| 7è | Jan Bárta               | Elkov-Author                | + 2' 09"   |
| 8è | Alessandro Bisolti      | Androni Giocattoli-Sidermec | + 2' 24"   |
| 9è | Ivan Martinelli         | D'Amico-Utensilnord         | + 2' 29"   |
| 10è | Nicola Gaffurini        | Sangemini-MG.Kvis-Vega      | + 2' 41"   |

### 3a etapa B
| \| Classificació de l'etapa \| Classificació de l'etapa \| Classificació de l'etapa \| Classificació de l'etapa \| Classificació de l'etapa \| \| Corredor \| Corredor \| Equip \| Temps \| \| \| ------------------------ \| ------------------------ \| --------------------------- \| ------------------------ \| ------------------------ \| \| 1r \| Jason van Dalen \| Delta Cycling Rotterdam \| 3h 26' 39" \| \| \| 2n \| Eduard-Michael Grosu \| Romania \| + 0" \| \| \| 3r \| Davide Ballerini \| Androni Giocattoli-Sidermec \| + 0" \| \| \| 4t \| Stefan Bissegger \| Akros-Renfer \| + 0" \| \| \| 5è \| Andrea Vendrame \| Androni Giocattoli-Sidermec \| + 0" \| \| \| 6è \| Francesco Bettini \| D'Amico-Utensilnord \| + 0" \| \| \| 7è \| Luuc Bugter \| Delta Cycling Rotterdam \| + 0" \| \| \| 8è \| Martin Laas \| Illuminate \| + 0" \| \| \| 9è \| Riccardo Stacchiotti \| MSTina-Focus \| + 0" \| \| \| 10è \| Wojciech Sykała \| Wibatech Merx 7R \| + 0" \| \| |                      |                             |            |
| |                      |                             |            |
| Font: ProCyclingStats |                      |                             |            |
| Classificació de l'etapa |                      |                             |            |
| Corredor | Corredor             | Equip                       | Temps      |
| 1r | Jason van Dalen      | Delta Cycling Rotterdam     | 3h 26' 39" |
| 2n | Eduard-Michael Grosu | Romania                     | + 0"       |
| 3r | Davide Ballerini     | Androni Giocattoli-Sidermec | + 0"       |
| 4t | Stefan Bissegger     | Akros-Renfer                | + 0"       |
| 5è | Andrea Vendrame      | Androni Giocattoli-Sidermec | + 0"       |
| 6è | Francesco Bettini    | D'Amico-Utensilnord         | + 0"       |
| 7è | Luuc Bugter          | Delta Cycling Rotterdam     | + 0"       |
| 8è | Martin Laas          | Illuminate                  | + 0"       |
| 9è | Riccardo Stacchiotti | MSTina-Focus                | + 0"       |
| 10è | Wojciech Sykała      | Wibatech Merx 7R            | + 0"       |

## Classificació final
| \| Classificació general \| Classificació general \| Classificació general \| Classificació general \| Classificació general \| \| Corredor \| Corredor \| Equip \| Temps \| \| \| --------------------- \| ----------------------- \| --------------------------- \| --------------------- \| --------------------- \| \| 1r \| Iván Ramiro Sosa Cuervo \| Androni Giocattoli-Sidermec \| 6h 15' 41" \| \| \| 2n \| Aleksei Ribalkin \| Gazprom-RusVelo \| + 40" \| \| \| 3r \| Aleksandr Vlàssov \| Gazprom-RusVelo \| + 56" \| \| \| 4t \| Amaro Antunes \| CCC Sprandi Polkowice \| + 58" \| \| \| 5è \| Antonio Santoro \| Monkey Town Continental \| + 1' 14" \| \| \| 6è \| Michele Gazzara \| Sangemini-MG.Kvis-Vega \| + 2' 01" \| \| \| 7è \| Jan Bárta \| Elkov-Author \| + 2' 12" \| \| \| 8è \| Ivan Martinelli \| D'Amico-Utensilnord \| + 2' 19" \| \| \| 9è \| Alessandro Bisolti \| Androni Giocattoli-Sidermec \| + 2' 20" \| \| \| 10è \| Nicola Gaffurini \| Sangemini-MG.Kvis-Vega \| + 2' 27" \| \| |                         |                             |            |
| |                         |                             |            |
| Font: ProCyclingStats |                         |                             |            |
| Classificació general |                         |                             |            |
| Corredor | Corredor                | Equip                       | Temps      |
| 1r | Iván Ramiro Sosa Cuervo | Androni Giocattoli-Sidermec | 6h 15' 41" |
| 2n | Aleksei Ribalkin        | Gazprom-RusVelo             | + 40"      |
| 3r | Aleksandr Vlàssov       | Gazprom-RusVelo             | + 56"      |
| 4t | Amaro Antunes           | CCC Sprandi Polkowice       | + 58"      |
| 5è | Antonio Santoro         | Monkey Town Continental     | + 1' 14"   |
| 6è | Michele Gazzara         | Sangemini-MG.Kvis-Vega      | + 2' 01"   |
| 7è | Jan Bárta               | Elkov-Author                | + 2' 12"   |
| 8è | Ivan Martinelli         | D'Amico-Utensilnord         | + 2' 19"   |
| 9è | Alessandro Bisolti      | Androni Giocattoli-Sidermec | + 2' 20"   |
| 10è | Nicola Gaffurini        | Sangemini-MG.Kvis-Vega      | + 2' 27"   |